# Магнитогорский металл
Магнитого́рский мета́лл — общегородская газета Магнитогорска, выходящая с 1935. Тематика газеты — освещение событий в городе и за его пределами, аналитика и комментарии, обзор вопросов бизнеса и экономики, событий культурной и спортивной жизни.
Учредитель — ПАО «Магнитогорский металлургический комбинат».

Главный редактор — Олег Фролов (с 2006).

## Выходные данные
Газета «Магнитогорский металл» зарегистрирована Региональной инспекцией по защите свободы печати и массовой информации (г. Екатеринбург), регистрационный № E-0370. Газета выпускается как в печатном, так и в электронном виде. Периодичность выхода — три раза в неделю по вторникам, четвергам и субботам. По вторникам и четвергам газета выходит на 8 страницах формата D2, а по субботам — в цвете, на 32 страницах формата A3. Тираж: 79000 экз. (январь 2007).

## История газеты
Первый номер газеты вышел 5 мая 1935. Первоначально газета являлась печатным органом металлургического комбината, с 2001 стала общегородским изданием.
В редакции «Магнитогорского металла» в разные годы работали такие известные писатели и поэты, как Б. Ручьёв, Л. Татьяничева, М. Люгарин, Н. Кондратковская, А. Лозневой, Р. Дышаленкова. Ветеран газеты, поэт А. Павлов, пришедший в «Магнитогорский металл» в начале 70-х годов, проработал здесь около 40 лет.
Газета «Магнитогорский металл» являлась организатором и основным участником Литературного конкурса имени К. М. Нефедьева, становилась организатором проведения Международного фестиваля поэзии в Магнитогорске (2002), ежегодных областных фестивалей прессы, соревнований по разным видам спорта. Под патронатом «Магнитогорского металла» издаются книжные серии «Литература Магнитки. Избранное» и «Литература Магнитки. Контекст». На протяжении последних лет газета неизменно становится лучшей корпоративной газетой металлургической отрасли страны, признается победителем ежегодного областного конкурса средств массовой информации в различных номинациях.
В 2006 году редакция газеты организовала Кубок «Металла» по шахматам, почетным гостем которого был знаменитый гроссмейстер, участник матчей за мировую шахматную корону Виктор Корчной.
Журналистами года в Магнитогорске, по итогам конкурса «Город и мы», проводимом Магнитогорским городским Собранием депутатов, в разные годы признаны журналисты редакции газеты «Магнитогорский металл» Юлия Счастливцева, Дмитрий Скляров, Владислав Рыбаченко, Алла Каньшина, Ольга Балабанова.

### Главные редакторы
- Я. Резник (1935—1955)
- Д. Гнилорыбов (1955—1958)
- Г. Рыбаков (1960—1962)
- П. Погудин (1962—1965)
- В. Щибря (1958—1960)
- В. Шураев (1965—1968)
- Ю. Левицкий (1968—1971)
- Ю. Чередниченко (1971—1990)
- А. Подольский (1990—1997)
- В. Рыбак (1997—1999)
- В. Рыбаченко (1999—2001, 2006)
- С. Рухмалёв (2001—2006)
- О. Фролов (с 2006)

### Авторы
В разные годы в «Магнитогорском металле» работали:
Ерофеев Александр
Скуридин Юрий Николаевич
Скуридин Михаил Юрьевич
- Аристов, Владислав Николаевич
- Баринова, Нина Андреевна
- Дышаленкова, Римма Андрияновна
- Заспич, Вера Юрьевна
- Котлухужин, Миндихан Абкадырович
- Курбангалеева Маргарита Равильевна
- Минуллина, Валентина Васильевна
- Павлов, Александр Борисович
- Погорельцев, Геннадий Алексеевич
- Рыбаченко Владислав Леонидович
- Скляров Дмитрий Викторович
- Счастливцева Юлия Анатольевна
- Трушникова, Татьяна Валентиновна
- Хандусь, Олег Анатольевич
- Шевченко, Евгения Юрьевна
- Якшин, Николай Васильевич
- Петренко Владимир Владимирович
- Коломиец Алексей Дмитриевич
- Бородавкин Виктор Александрович
- Надеин Иван Михайлович
- Кияненко Константин Сергеевич
- Ветштейн Леонид Михайлович

## Памятные публикации
- 29 декабря 2006 предновогодний номер газеты впервые вышел в цвете. Начиная с сентября 2007 субботние номера газеты стали печататься в цвете на регулярной основе.

## Награды
- 2000 — 1-е место в номинациях «Я очеркист» (за очерк Веры Заспич «Четыре альбома любви») и «Мы делаем новости» Областного фестиваля СМИ (Челябинск)
- 2000 — лауреат всероссийской журналистской премии «Золотой гонг» в номинации «Новая жизнь старой газеты» (главный редактор В. Л. Рыбаченко)
- 2004 — лучшая корпоративная газета металлургического комбината по итогам Всероссийского конкурса корпоративных СМИ, проводившегося в рамках международной выставки «Металл-экспо-2004»
- 2005 — 1-е место в номинации «Мы делаем новости» Областного фестиваля СМИ (Челябинск)
- 2006 — лауреат в номинации «Городская газета» 11-го Всероссийского фестиваля СМИ «Вся Россия-2006» (пос. Дагомыс)
- 2007 — обладатель дипломов «Лучшая корпоративная газета» и «Лучшее освещение в СМИ хода реализации Национальной программы по улучшению демографической ситуации» по итогам IX Областного фестиваля СМИ (Магнитогорск)
- 2008—2013 — лауреат ежегодной национальной премии «Тираж — рекорд года»
- 2015, 2016 — лучшее издание металлургических комбинатов

## Контактная информация
Адрес редакции: 455038, г. Магнитогорск, пр. Ленина, 124/1.